# Katschbergtunnel

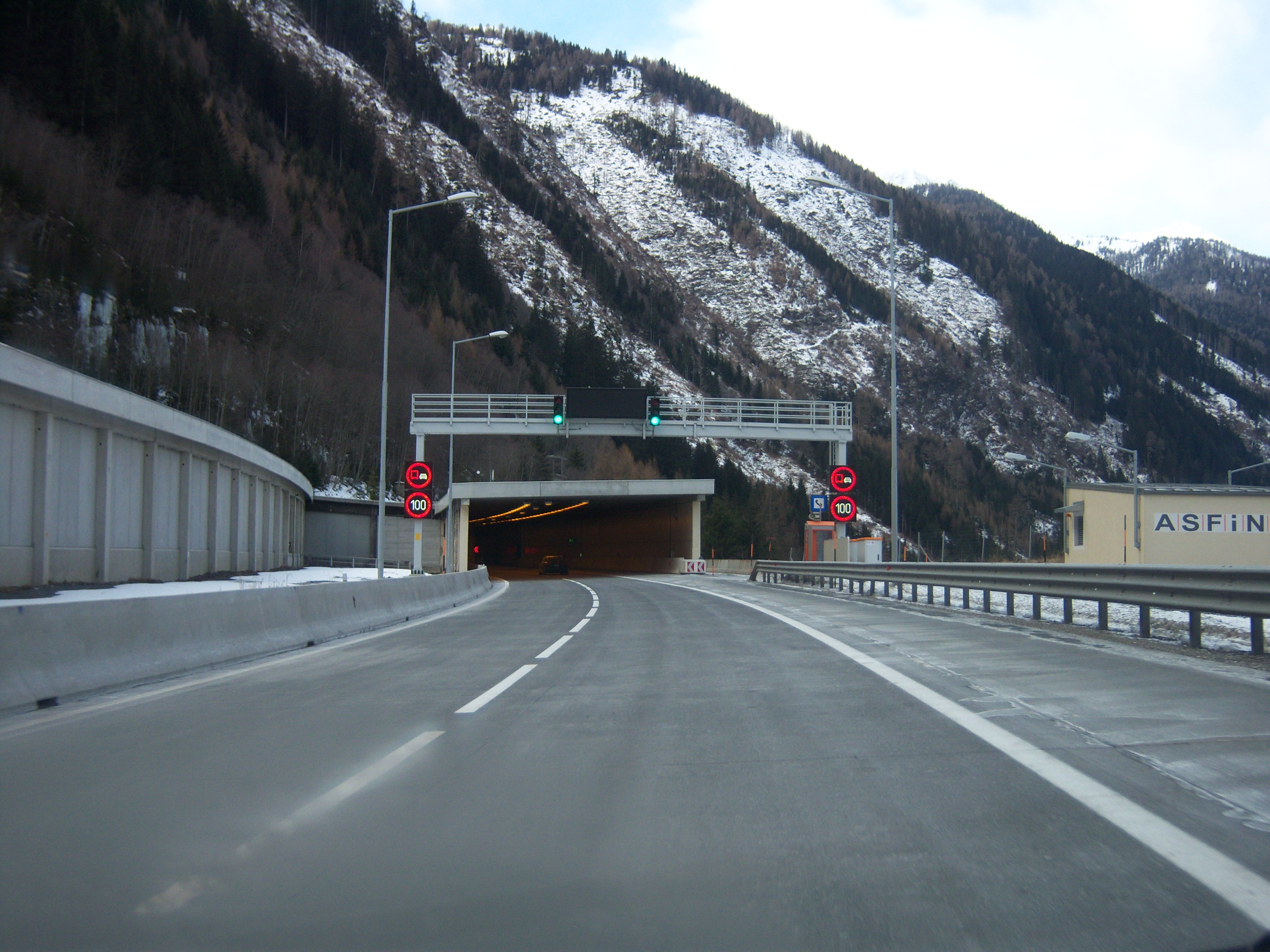
Noordingang Katschbergtunnel

De Katschbergtunnel is als 5.898m lange tunnel onderdeel van de Tauern Autobahn (A10) tussen de Oostenrijkse provincies Karinthië en Salzburg.
De Katschbergtunnel verbindt het Katschdal door de Katschberg met Lungau. Daarmee is de tunnel een belangrijk bestanddeel van de route van Villach naar Salzburg.

## Geschiedenis
In 1974 werd de Katschbergtunnel voor het verkeer geopend. Aanvankelijk zouden er twee tunnelbuizen worden gebouwd, maar wegens geldgebrek en het gevolg van de lage verwachte verkeersintensiteit voor 1988 werd het plan gestopt. 
Pas na een grote brand in de Tauerntunnel in 1999 met meerdere doden werden de plannen voor een tweede tunnelbuis weer voortgezet.

## Bouw tweede tunnelbuis en renovatie
In december 2004 begon men met de bouw van een tweede tunnelbuis en op 4 april 2008 werd deze geopend. Tot april 2009 reed het verkeer in twee richtingen door de nieuwe tunnelbuis wegens renovatie van de oudere. Daarna kreeg het verkeer beschikking over twee tunnelbuizen. De kosten voor de renovatie en bouw van de tweede tunnelbuis bedroegen 112 miljoen euro.